# Abri Morin
Pour les articles homonymes, voir Morin.
Cet article concerne l'abri-sous-roche de Gironde. Pour la grotte préhistorique en Espagne cantabrique, voir grotte Morin.
L'abri Morin est un abri sous roche préhistorique, principalement daté du Magdalénien, situé sur la commune de Pessac-sur-Dordogne, en Gironde, dans la région Nouvelle-Aquitaine.
Il est connu pour de multiples aspects : sa richesse en œuvres d’art, l'abondance de son industrie lithique et osseuse, et la grande quantité et diversité de sa paléofaune. Longtemps vu comme un exemple de l'« azilianisation » du Magdalénien final, selon le modèle proposé par François Bordes et Denise de Sonneville-Bordes dans les années 1970, sa réévaluation en 2015 a amené l'attribution de ses plus récentes couches stratigraphiques au Laborien.

## Localisation
L'abri Morin est situé près du hameau Moustelat, à la limite est-sud-est de la commune de Pessac-sur-Dordogne,, en Gironde, dans la région Nouvelle-Aquitaine (Aquitaine jusqu'au 1er janvier 2016).
La Soulège, petit affluent de la rive gauche de la Dordogne, arrose le hameau à 20 m d'altitude.

## Description
Creusé dans un calcaire lacustre, cet abri sous roche est orienté vers le sud,.

## Historique
L'abri est fouillé de 1954 à 1958 par René Deffarge. En 2015, Mallye et al. réévaluent son mobilier.

## Stratigraphie
Selon R. Deffarge, la stratigraphie de l'abri se divise en deux ensembles comprenant chacun différents niveaux, le tout recouvert par un niveau superficiel contenant du matériel post-glaciaire. La stratigraphie de Deffarge est révisée par M. Lenoir (1970), intégrant alors des inférences paléoclimatiques et accordant les résultats de cette nouvelle étude avec ceux des restes de faune par F. Delpech (1983). À l'époque, plusieurs niveaux de Magdalénien V (BII) et VI (BI, A IV-I) sont déterminés.

## Vestiges

### Art mobilier
L'abri a livré une grande quantité d'art mobilier provenant de tous les niveaux du site (Magdalénien), dont une belle collection d'os gravés représentant bisons, rennes, chevaux, aurochs et certains animaux difficilement identifiables, le tout dans un style plutôt dépouillé et schématique. Un bâton percé façonné dans un bois de renne et portant une gravure d'un cheval est souvent cité dans la littérature,.
Le niveau B II (Magdalénien V) a livré, entre autres objets décorés, une gravure de mains sur un bois de renne ; les pièces de mobilier gravées de mains sont exceptionnelles au Paléolithique supérieur,.
La salle « François Bordes » du musée d'Aquitaine possède une belle collection provenant de ce site,.

### Outils
Les niveaux de Magdalénien V et VI ont fourni une industrie lithique abondante, dont de nombreux grattoirs-burins.

## Faune
De nombreux vestiges de canidés ont été trouvés, témoignant de la domestication du chien dès cette époque,.

## L'« azilianisation »
François Bordes et Denise de Sonneville-Bordes (1977) posent l’hypothèse d’un enrichissement en éléments aziliens au sein d'industries attribuées au Magdalénien final. Pour l'abri Morin, R. Deffarge (1975) établit des subdivisions stratigraphiques dans ce sens.
En 2015, Mallye et al. réévaluent les faunes et le matériel lithique, et des datations radiocarbone sont effectuées sur des vestiges fauniques déterminés et sur de l'industrie osseuse. Il s'avère alors que les éléments aziliens sont intégrés progressivement au Magdalénien en fonction de facteurs taphonomiques plus que de facteurs culturels, et un nouveau faciès culturel doit être intégré à la série : le Laborien.